# Aigua que corre
Aigua que corre és un drama en tres actes i en prosa, original d'Àngel Guimerà, estrenat al teatre Romea de Barcelona, per la companyia de Teatre Català, la vetlla del 18 de novembre de 1902.

## Repartiment de l'estrena
- Amèlia: Dolors Delhom.
- Roseta: Carme Jarque.
- Marcel·lina: Adela Clemente
- Cecília: Antònia Baró.
- Antònia: Maria Morera.
- Francisca: Clotilde Barris.
- Manuel: Enric Borràs.
- Ramon: Iscle Soler.
- Estanislau: Anton Manso.